# Herr Gott, dich loben wir, BWV 16
Herr Gott, dich loben wir, BWV 16 (Senyor Déu, et lloem!), és una cantata religiosa de Johann Sebastian Bach per al dia d'Any nou estrenada a Leipzig el 1726.

## Origen i context
El llibret de Georg Christian Lehms, contenia només cinc números, als que Bach hi afegí un sisè, que és l'última estrofa de l'himne Helft mir Gotts Güte preisen de Paul Ebers de voltants de 1580. El text no està directament vinculat a les lectures del dia, sinó que se centra en l'acció de gràcies, davant de l'any que tot just comença. Per a aquesta festivitat de Cap d'Any, molt solemne en la litúrgia protestant, es conserven altres quatre cantates, les BWV 41, BWV 143, BWV 171 i la BWV 190, i la quarta de les sis de què consta l'Oratori de Nadal, BWV 248.

## Anàlisi
Obra escrita per a contralt, tenor, baix i cor; trompa, dos oboès, dos oboe da caccia, corda i baix continu. Consta de sis números, dels quals, en sentit estricte, només un és una ària.
1. Cor: Herr Gott, dich loben wir (Senyor Déu, et lloem!))
2. Recitatiu (baix): So stimmen wir (Aquest és el càntic que entonem)
3. Cor i ària (baix): Laßt uns jauchzen, lasst uns freuen (Fem crits de joia i alegrem-nos!)
4. Recitatiu (contralt): Ach treuer Hort (Oh, escut fidel)
5. Ària (tenor): Geliebter Jesu, du allein (Estimat Jesús, només Tu seràs)
6. Coral: All solch dein Güt wir preisen (Enaltim tota aquesta bondat)

El cor inicial utilitza el començament de la versió alemanya del Te Deum establert per Luter el 1529, entonat pel soprano reforçat per la trompa; es tracta, de fet, d'un motet en cantus firmus. El recitatiu, número 2, no té res a destacar i condueix a un cant de joia i de reconeixement; li respon el cor, número 3, reforçat pel conjunt de l'orquestra amb intervencions del baix solista acompanyat pels violins i el continu. El recitatiu de contralt, precedeix l'única ària del tenor acompanyat de l'oboè da caccia, que en una interpretació posterior, cap a l'any 1731, Bach substituí per una violetta, instrument semblant a la viola actual. El coral final, l'afegí Bach seguint el costum de Leipzig, d'acabar amb el cant luterà per excel·lència. Té una durada aproximada d'uns vint minuts.

## Discografia seleccionada
- J.S. Bach: Das Kantatenwerk. Sacred Cantatas Vol. 1. Gustav Leonhardt, Tölzer Knabenchor, Gerhard Schmidt-Gaden (director del cor) & King’s College Choir Cambridge, David Wilcocks (director del cor), Leonhardt-Consort, Paul Esswood, Marius van Altena, Max van Egmond. (Teldec), 1994.
- J.S. Bach: The complete live recordings from the Bach Cantata Pilgrimage. CD 2: Gethsemanekirche, Berlin; 1 de gener de 2000. John Eliot Gardiner, Monteverdi Choir, English Baroque Soloists, Lucy Ballard, James Gilchrist, Peter Harvey. (Soli Deo Gloria), 2013.
- J.S. Bach: Complete Cantatas Vol. 16 . Ton Koopman, Amsterdam Baroque Orchestra & Choir, Bogna Bartosz, Paul Agnew, Kalus Mertens. (Challenge Classics), 2004.
- J. S. Bach: Church Cantatas Vol. 5. Helmuth Rilling, Gächinger Kantorei, Württembergisches Kammerorchester Helibron, Bach-Collegium Stuttgart, Gabriele Schreckenbach, Peter Schreier, Philippe Huttenlocher. (Hänssler), 1999.
- J.S. Bach: Cantatas Vol. 42. Masaaki Suzuki, Bach Collegium Japan, Robin Blaze, Gerd Türk, Peter Kooij. (BIS), 2008.
- J.S. Bach: Cantatas for the Complete Liturgical Year. Vol.4. Sigiswald Kuijken, La Petite Bande, Petra Noskaiova, Jan Kobow, Jan van der Crabben. (Accent), 2006.